# 엘 라사리요 데 토르메스
엘 라사리요 데 토르메스(El lazarillo de tormes, Der Schelm von Salamanca)는 스페인, 이탈리아에서 제작된 세자르 페르난데즈 아르다빈 감독의 1959년 코미디, 드라마 영화이다. 주안조 메넨데즈 등이 주연으로 출연하였다.
베를린 국제영화제에서 황금곰상을 받았다.

## 출연

### 주연
- 주안조 메넨데즈
- 카를로스 카사라빌라
- 멤모 카로테누토
- 안토니오 몰리노 로조